# Wazena

Wazena (mi-VIe siècle) est un roi aksoum.